# Kap Wrangel

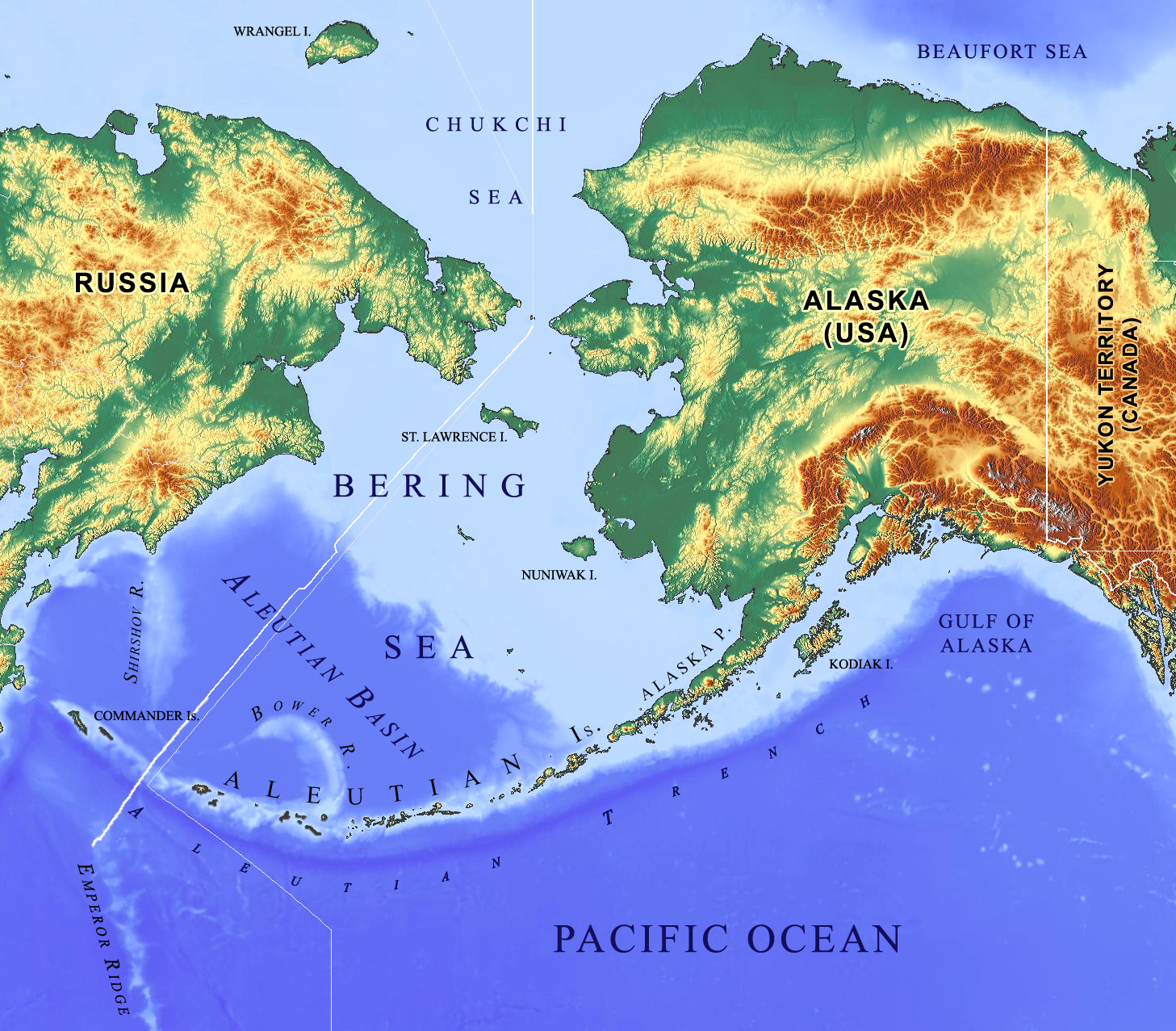
Lägeskarta.

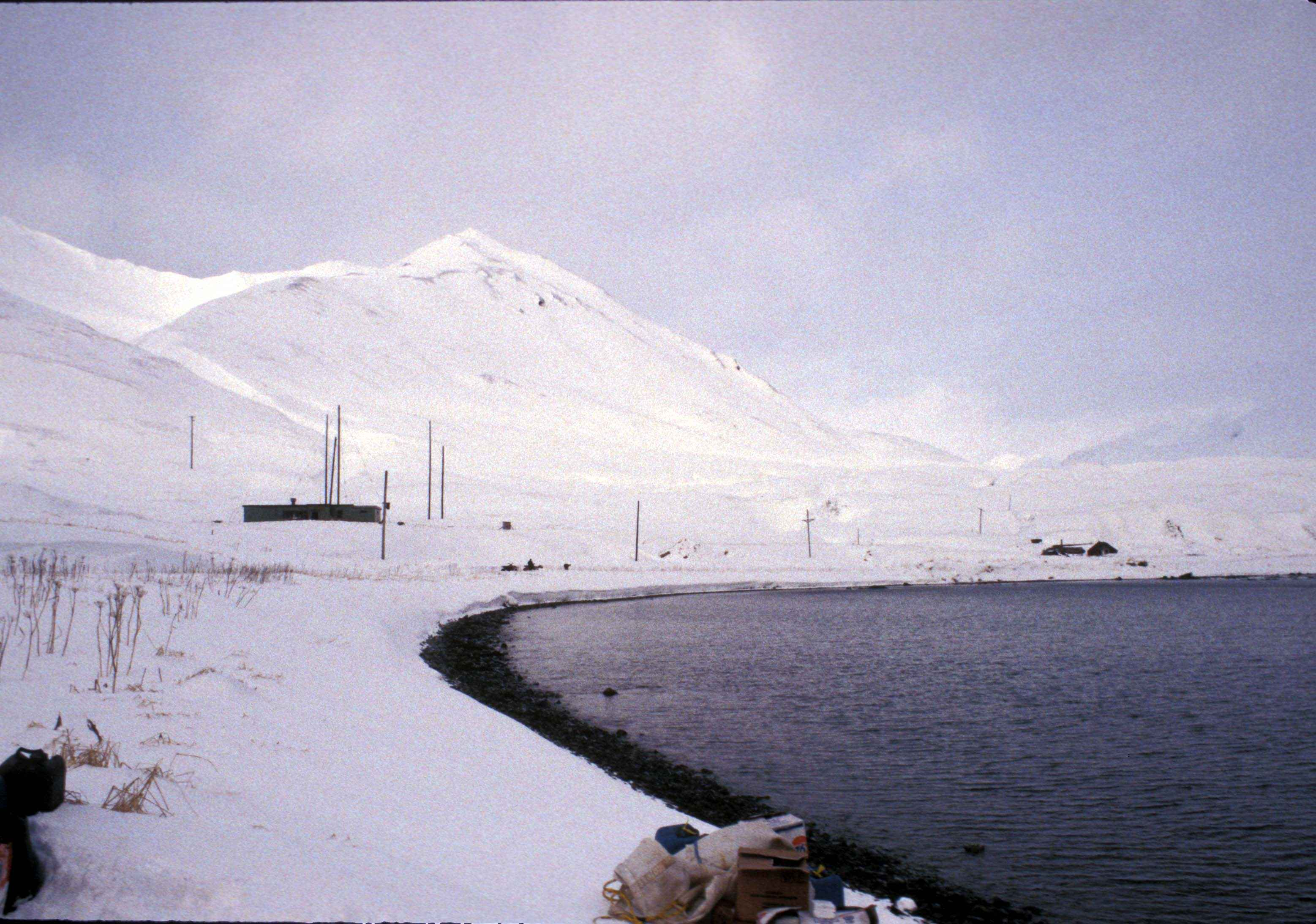
Attuön.

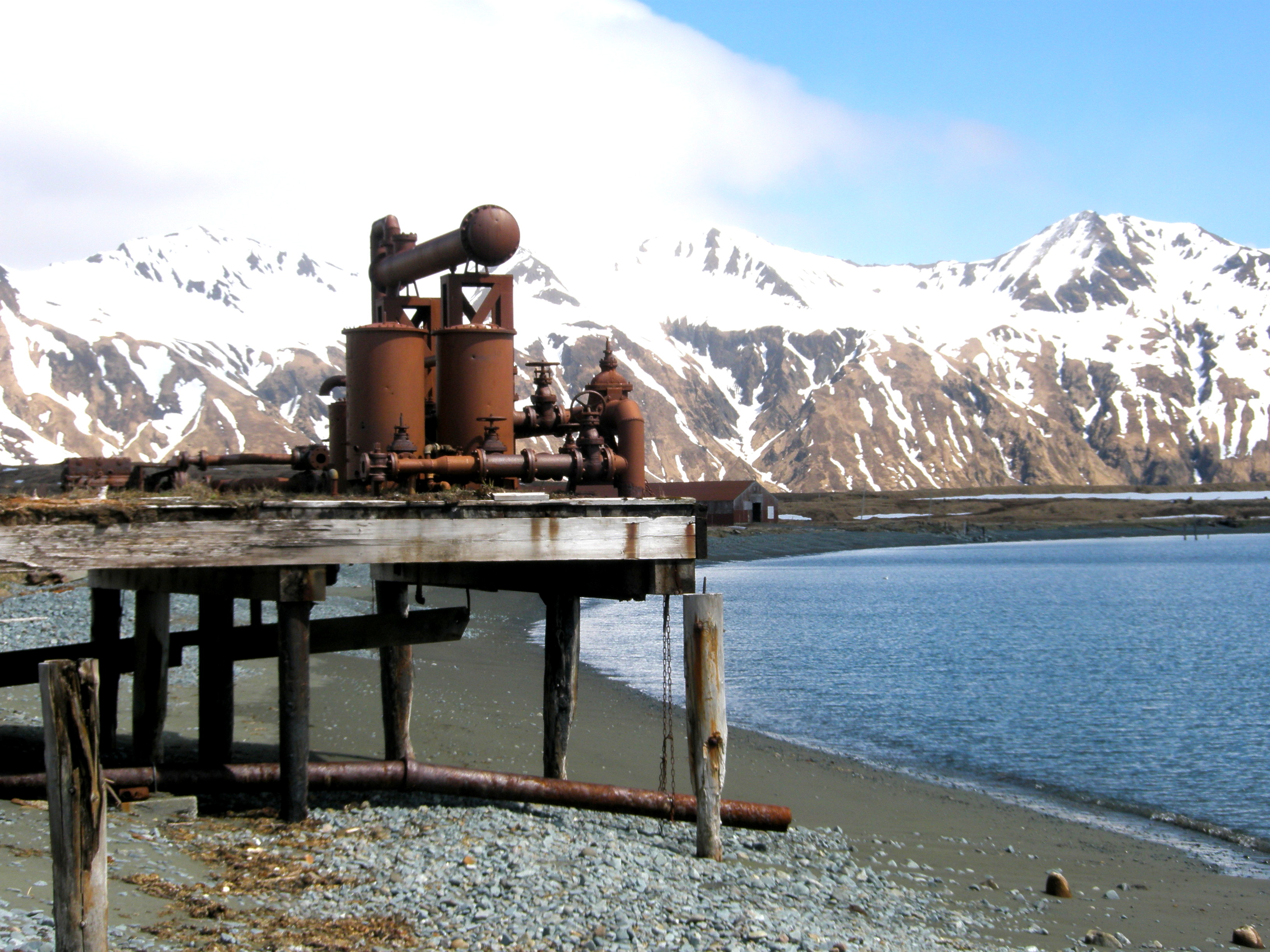
Historiskt landmärke.

Kap Wrangel (engelska: Cape Wrangell, ryska: Мыс Вра́нгеля Mys Vrangelya, ofta även: Wrangell) är en udde i Aleuterna i västra Alaska. Udden är den västligaste punkten i världsdelen Nordamerika och är en av världens yttersta platser. Den västligaste punkten på Nordamerikas fastland är Kap Prince of Wales också i Alaska.

## Geografi
Kap Wrangel ligger i regionen Southwest Alaska längst västerut på Attu-ön bland Grannöarna i de västra Aleuterna i Berings hav och inom nationalparken Alaska Maritime National Wildlife Refuge.
Udden är den västligaste landplatsen på Jorden räknad utifrån datumgränsen, räknad utifrån 180.e longituden (meridianen) blir istället Amatignak Island bland Andrejanovskyöarna den västligaste platsen och Attu-ön den östligaste.
Kap Wrangel ligger cirka 50 km väster om Attu Station, en numera övergiven kustbevakningsstation (även Casco Cove Coast Guard Station som även var en station inom LORAN-systemet), och cirka 1 700 km väster om Alaskas fastland men bara cirka 1 200 km öster om de ryska Kurilerna.
Förvaltningsmässigt utgör området en del av folkräkningsområdet Aleutians West Census Area, men är en så kallad Unorganized Borough.

## Historia
Attu-ön har tidigare varit bebodd av Aleuterfolket sedan lång tid.
Udden namngavs av ryske upptäcktsresanden Fjodor Litke och har fått namnet efter Ferdinand von Wrangel.
1943 var Attu-ön platsen för Slaget om Attu under Andra världskriget. 1985 utsågs området för slagfältet till ett Nationellt historiskt minnesmärke (nr 85002729).
2010 lades Casco Cove Coast Guard Station ned, numera är ön utan bofast befolkning.